# 夏昶
夏昶（1388年—1470年），字仲昭，号玉峯、自在居士，南直隸崑山縣（今屬江蘇省昆山市）人。明朝画家，官員。《明史》有傳。

## 生平
夏昶早年過繼於舅父，故姓朱。
永樂十二年（1414年）甲午鄉試中舉，与王永和同年
永乐十三年（1415年）乙未科进士，選入庶吉士，歸宗，復夏姓，明成祖賜名為昶。正统年間官至太常寺少卿。夏昶與上元縣的張益齊名，同年考中進士，同善作賦、畫竹，夏昶後來認為自己的辭賦，不如張益，於是終身不再作賦；張益也認為自己所畫的竹子不如夏昶，也終身不畫竹子。
天順元年（1457年）致仕。成化六年卒，年八十三。

## 家庭

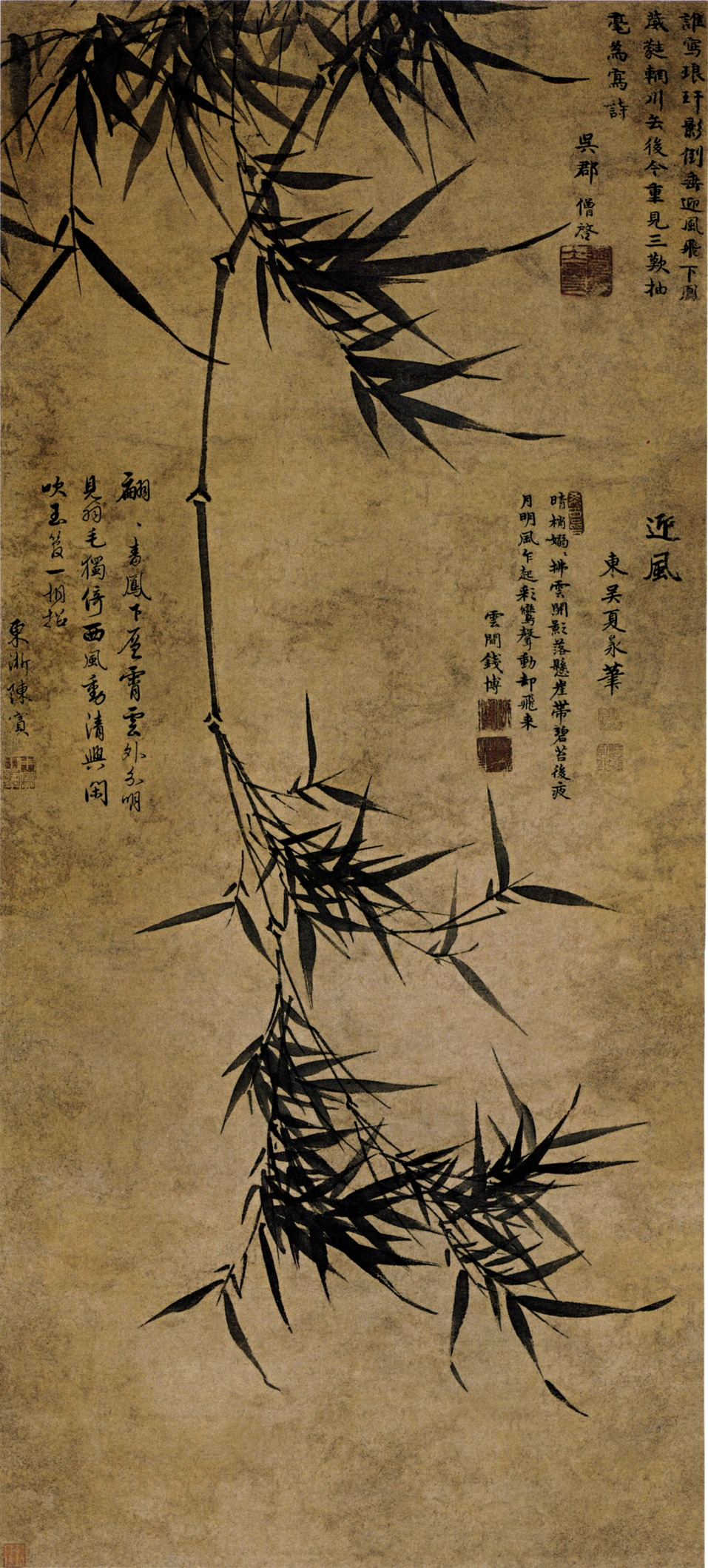
風竹圖, 中国北京故宫博物院

外玄孫歸有光。

## 成就
夏昶善於繪竹，其师王绂，夏昶為王绂之外，當時最會畫竹之人，達官貴人爭購之，畫竹一枝，價值一錠白銀（五十兩銀），聲名更遠揚海外绝域，時稱“夏卿一个竹，西凉十锭金”，“絹素一出，能令朝鮮、日本、暹邏諸國懸金爭購”。

## 作品
《奇石修篁圖》
《窗晴翠圖》
《三祝圖》
《清風高節圖》
《竹林大士》
皆藏於台灣台北國立故宮博物院。

## 延伸阅读
[在维基数据编辑]
 《明史卷二百八十六》，出自《明史》
 《國朝獻徵錄·卷之七十》，出自焦竑《國朝獻徵錄》
 在维基共享资源阅览影像